# Konrad Adelmann von Adelmannsfelden
Konrad Adelmann von Adelmannsfelden (Neubronn, 8 settembre 1462 – Holzheim, 6 febbraio 1547) è stato un umanista e canonico tedesco.
Fratello minore di Bernhard, teologo ed umanista.
Fu favorevole in un primo momento alla riforma protestante, successivamente se ne distaccò e fu costretto a lasciare Augusta.